# Orquesta y Coro de la Comunidad de Madrid

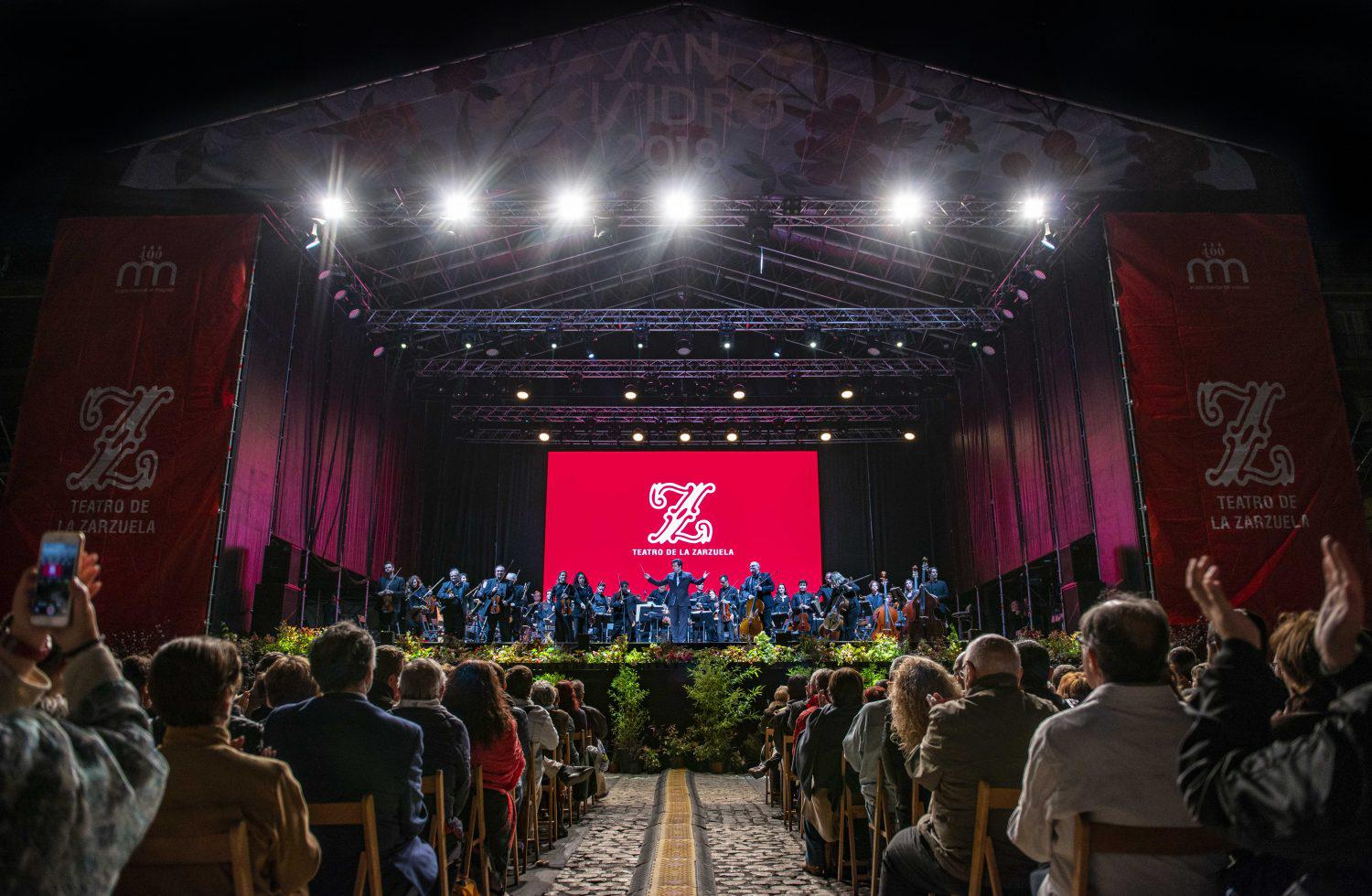
La Orquesta y Coro de la Comunidad de Madrid en san Isidro en 2018.

La Orquesta y Coro de la Comunidad de Madrid (ORCAM), de nombre completo y oficial Fundación Orquesta y Coro de la Comunidad de Madrid, es una institución musical pública  española dependiente de la Comunidad de Madrid, y con sede en la ciudad de Madrid. Se compone de una orquesta sinfónica, fundada en 1987, y de un coro, fundado en 1984.
La orquesta de la ORCAM es la orquesta titular del Teatro Lírico de la Zarzuela desde enero de 1998. Es miembro de la Asociación Española de Orquestas Sinfónicas (AEOS). La maestra mexicana Alondra de la Parra es la directora titular y artística desde la temporada 2024-2025.
La Joven Orquesta y Coro de la Comunidad de Madrid (JORCAM), fundada en 1992 a partir de la antigua Orquesta Sinfónica de Estudiantes de la Comunidad, se integró en la estructura de la ORCAM en 2009. Se dedica a la formación musical y coral de jóvenes hasta los 26 años. Su parte instrumentista comprende la Joven Orquesta, para jóvenes de hasta 26 años, y la Joven Camerata para niños de entre 7 y 16 años. Incluye también varios conjuntos corales: los Pequeños Cantores, de 5 a 16 años y las Jóvenes Cantoras, hasta los 26 años.
En 2013 nace dentro de la JORCAM el proyecto social Acercando, que incluye el Coro Abierto, compuesto de personas con discapacidad intelectual, y el grupo de percusión A Tu Ritmo, para la integración psicosocial de personas con una enfermedad mental grave.

## Directores titulares de la orquesta
- Miguel Groba (1984–2000)
- José Ramón Encinar (2000-2013)
- Víctor Pablo Pérez (2013-2021)
- Marzena Diakun (2021-2024)
- Alondra de la Parra (A partir de 2024)